# Usiminas
Usiminas (Usinas Siderúrgicas de Minas Gerais) é uma empresa siderúrgica brasileira, líder na produção e comercialização de aços planos. Foi fundada em 25 de abril de 1956 em Coronel Fabriciano, em área que viria posteriormente a ser o município Ipatinga, no Vale do Aço, Minas Gerais. Sua constituição societária e legal foi elaborada nessa data por Gabriel Andrade Janot Pacheco e seu primeiro presidente foi o engenheiro Amaro Lanari Júnior. Em 1964, o então distrito de Ipatinga, localizado a 220 km de Belo Horizonte, se emancipa de Coronel Fabriciano e a Usiminas passa a estar neste novo município. 
O Sistema Usiminas destaca-se como o maior complexo siderúrgico de aços planos da América Latina e um dos 20 maiores do mundo. A Usiminas é a líder do Sistema, formado por empresas que atuam em siderurgia e em negócios onde o aço tem importância estratégica. Atualmente designa um pool de diversas empresas, estando empenhada com a transparência no relacionamento com o mercado de capitais.

## História

### Fundação

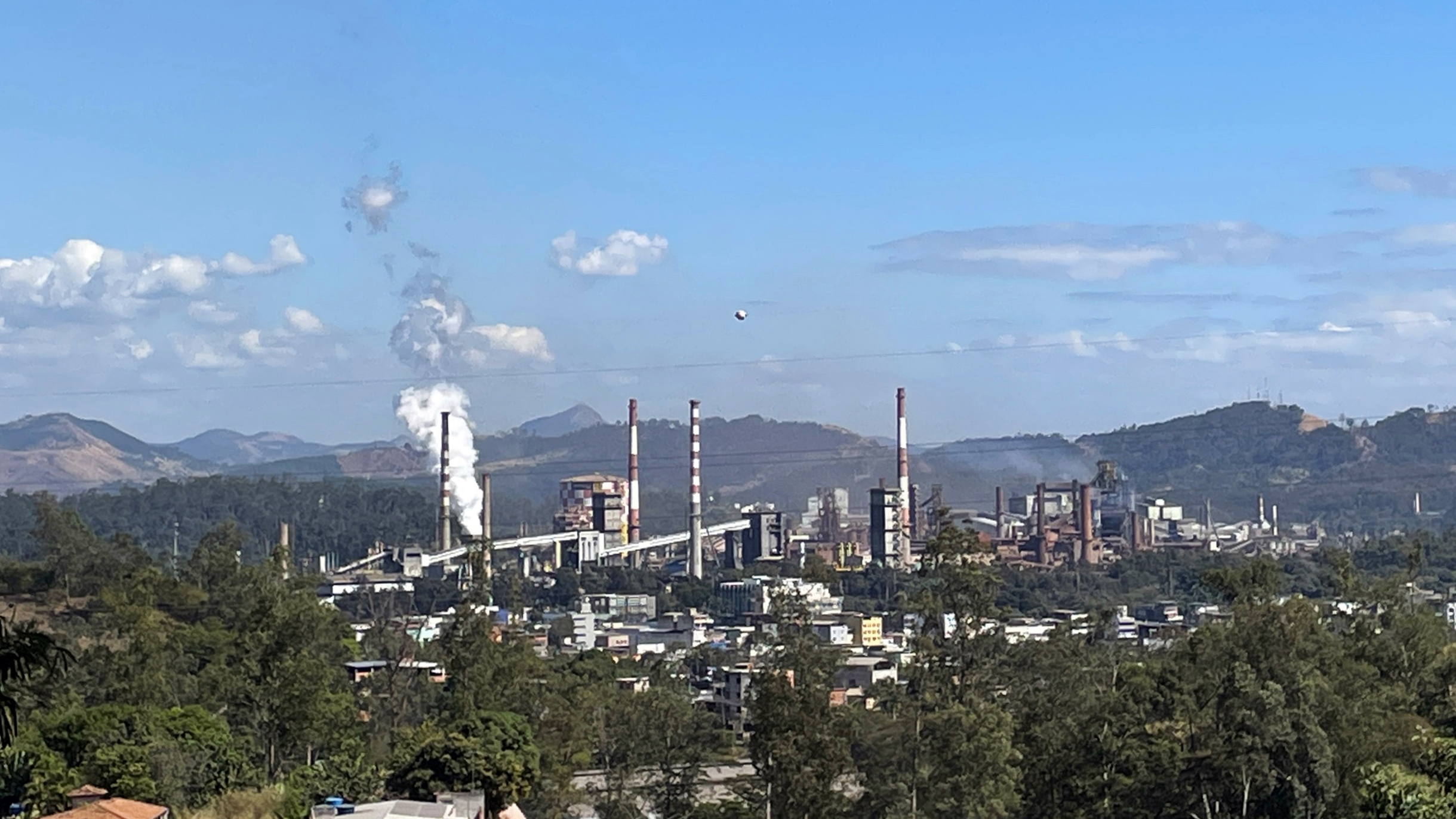
Fábrica da Usiminas em Ipatinga vista do bairro Cidade Nova, em Santana do Paraíso.

Na década de 50, um grupo de idealizadores conscientes de que a indústria siderúrgica seria essencial para o país e para o mundo, articulou um importante movimento para viabilizar a implantação da primeira grande usina de siderurgia de Minas Gerais.
A Usinas Siderúrgicas de Minas Gerais (USIMINAS) é uma das maiores siderúrgicas do Brasil, fundada em 25 de abril de 1956, em um cenário brasileiro de euforia e otimismo gerados pelo Plano de Desenvolvimento do governo Juscelino Kubitschek, no Horto de Nossa Senhora, atual Ipatinga.
Originalmente criada como uma empresa estatal com o apoio do capital e da tecnologia japonesa foi inaugurada em 1962 no então distrito de Ipatinga, que na época pertencia ao município de Coronel Fabriciano.
Em 1958, a Usiminas tornou-se uma joint venture, com a participação de capital estatal em parceria com acionistas japoneses, permitindo um novo estilo de gestão compartilhada - nos moldes da iniciativa privada. Com o aporte de capitais do Governo de Minas Gerais, do Governo Federal e do Japão, significou, na época, a realização do ideal mineiro e, ao mesmo tempo, foi ao encontro do desejo e da necessidade do Japão de demonstrar a presença e a marca de sua tecnologia no latino-americano.
No dia 26 de outubro de 1962, João Goulart inaugurou a Usina Intendente Câmara. Com uma tocha trazida de Ouro Preto simbolizando os inconfidentes mineiros, o Presidente da República acendeu o primeiro alto-forno da usina.
Algumas horas depois, iniciava-se a primeira corrida de gusa, ou seja, a primeira produção industrial da Usiminas. Dessa forma, foi dada a largada ao funcionamento de uma série de novas etapas e novas inaugurações
Havia recém-chegado de todo o país e do exterior, principalmente de japoneses para trabalharem na Usiminas, hoje dotada de grandes recursos humanos, tecnológicos e financeiros. Todavia, naquela época, a empresa possuía pouca estrutura e as condições humanas de trabalho eram precaríssimas. No decorrer do ano, 1963, a usina estava em formação e contratava várias pessoas para o seu crescimento. Mas os empregados contratados, em sua grande maioria, não eram dotados de experiência no ramo siderúrgico e não entendiam muito do assunto. Eram apenas mandados a fazer.
Os acidentes de trabalho eram trágicos e frequentes, em sua maioria, vistos com naturalidade e frieza, podendo até serem comparados com as primeiras fábricas da I Revolução Industrial. Não havia adequada estrutura de prevenção a acidentes e primeiros socorros. A desqualificação profissional não era considerada, e o que importava à direção eram números de pessoas e as tarefas concluídas. As condições de trabalho, de alimentação, de moradia dos operários eram sub- humanas. Os alojamentos, refeitórios eram superlotados e de péssima qualidade.
Os canteiros de obras eram rodeados de caixotes, onde se vendiam todo tipo de quinquilharias e até bebidas alcoólicas. Brigas eram constantes entre os trabalhadores, muitas vezes levando-os à morte, sem quase nenhum conhecimento e importância por parte das autoridades e da maioria dos que ali lutavam. O centro de Ipatinga e os canteiros de obras da Usiminas se misturavam com o borbulhar de gente, a precária infraestrutura na usina, a falta de assistência das autoridades em geral, levando os operários a exaustão.
Tudo isso gerava ideias de revolta, de greve, o que fugia completamente ao controle das empresas que os contratavam. Estas, em 7 de outubro de 1963 lançaram mão da autoridade policial e indiscriminadamente fizeram uso das metralhadoras e o caos mortífero se instalou no episódio que ficou conhecido como o Massacre de Ipatinga. Muitos dos que se safaram da morte, se esconderam em manilhas, buracos de obras, vagões das máquinas e nas florestas que rodeavam os canteiros das obras. O terror permaneceu por vários dias, pela falta de informações e medo. Até hoje há muita desinformação sobre os que desapareceram pela morte ou pela fuga.

### Década de 70
Na década de 70, anos dourados para o país, era época do milagre brasileiro em que a economia se mostrava recuperada e em franco crescimento, reflexo das novas medidas adotadas pelo Governo Federal. À Usiminas coube desempenhar um papel fundamental neste processo, ficando responsável pelo fornecimento do insumo básico para a reativação da indústria pesada – naval, automobilística e de construção civil.
Em 1971, capacidade de produção alcançou 1 milhão de toneladas de aço ao ano. Isso garantiu sua passagem para três novas fases de expansão, capacitando-a, ao final da década, a produzir 3,5 milhões de toneladas anuais.
A equipe de empreendedores da usina trabalhava decididamente voltada para a expansão da produção de aço. Com passos firmes, avaliavam oportunidades e ameaças e, com a ousadia dos vencedores, fizeram da Usiminas a mola propulsora para o crescimento do Brasil.
Em setembro de 1973, foi criada a holding Siderbrás para controlar e coordenar a produção de aço no Brasil. A companhia recebeu a transferência da participação acionária do BNDES em várias empresas do setor, controlando inicialmente sete empresasː CSN, Usiminas, Cosipa, Cofavi, Cosim, Usiba e Piratini.

### Década de 80
Se nos anos 70 foi de muito crescimento, no início dos anos 80 o Brasil se recolhia. Palco de uma profunda recessão, o país enfrentou dívidas, inflação galopante, desemprego e queda do PIB, lançando um novo desafio à Usiminas: ajustar-se a esse conturbado quadro conjuntural.
E quando o período crítico chegou ao fim, abrindo novas perspectivas à indústria siderúrgica, a Usiminas, com sua economia normalizada, desenvolveu uma postura ágil e planejada, criando oportunidades para intensificar a busca por tecnologias mais avançadas e por maior grau de automação de suas unidades produtivas.

### Privatização
Tornou-se a primeira estatal privatizada em 24 de outubro de 1991 pelo então presidente Fernando Collor de Mello. Apesar dos protestos ocorridos na época e da série de demissões após a privatização, o rompimento dos vínculos estatais representou para a empresa uma maior competitividade e produtividade, o que permitiu que já em 1994 fosse considerada pela revista Exame, especializada em negócios e administração, a melhor empresa do país.
Em um dos anos seguintes, uma das subsidiárias da USIMINAS do período estatizado, a UMSAUSIMEC - Usiminas Mecânica, também foi considerada pela mesma revista, a empresa do ano. A livre iniciativa marcou o início de novas etapas de expansão e desenvolvimento para a usina nos anos 90. Um plano de metas foi programado envolvendo investimentos da ordem de 2,1 bilhões de dólares - o maior volume já realizado por uma siderúrgica brasileira.
Os investimentos foram realizados visando a ampla otimização da produção, a atualização tecnológica e a proteção ambiental, fortalecendo a imagem da Usiminas como siderúrgica de ponta no segmento de aços nobres.
Em 1999, dentro do Plano de Otimização da Produção, com investimento de 852 milhões de dólares, a Usiminas destacou o desenvolvimento de dois projetos: a nova Linha de Tiras a Frio e criação da Unigal.
Com estes projetos, a Usiminas se capacitou para atender não só às necessidades de seus clientes com produtos de alta qualidade, como também a uma nova demanda da produção automobilística.
Com uma cultura organizacional sólida, comprometida com os acionistas e com a sociedade, a empresa busca, a todo momento, excelência operacional, visão de longo prazo e responsabilidade corporativa.
A Usiminas fechou a década com o Plano de Modernização e Atualização Tecnológica, visando a melhoria da qualidade, o enobrecimento do produto, a redução do custo e a manutenção da capacidade produtiva. 
Nos anos de 2005 e 2006, a Usiminas, que ao longo de toda a sua trajetória investiu no aprimoramento da sua capacidade produtiva, no aumento da produtividade, na formação de parcerias estratégicas e na gestão do seu negócio - o aço, deixou de ser, apenas uma siderúrgica, tornando-se sinônimo de um sistema que atua em siderurgia e em negócios onde o aço está presente, dentro e fora do Brasil.

### Reestruturação

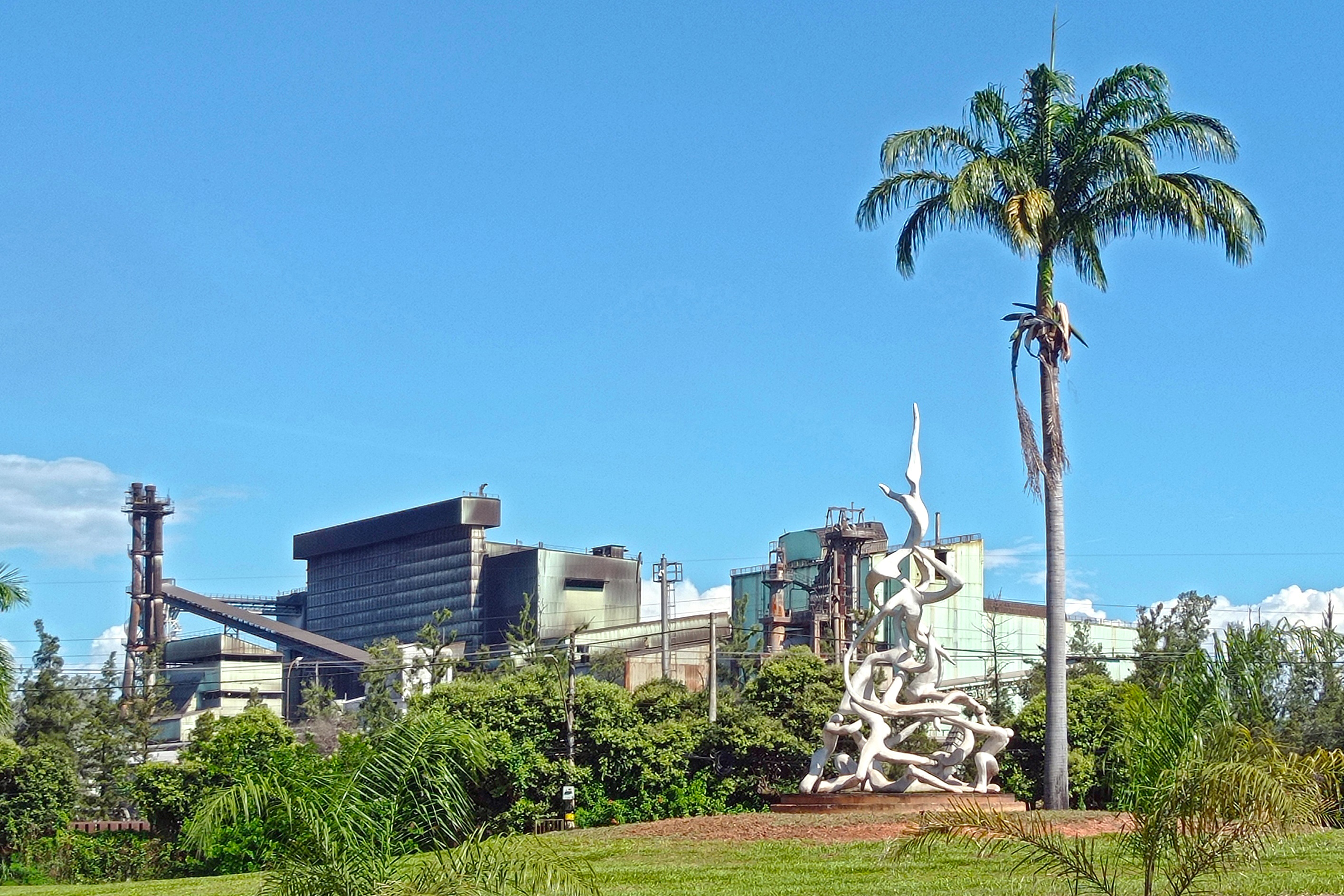
A escultura "Millenium" (2007), da artista Vilma Nöel, com a fábrica da Usiminas ao fundo em Ipatinga.

Em 2008 a Usiminas deu início a um processo de reestruturação em seus processos administrativos e produtivos, alterando a sua organização e as formas de operação, além de mudanças nas estratégias. Em 2009 a empresa dispensou setecentos trabalhadores em função da queda nas atividades e passou a operar com cerca de 50% da capacidade. No mesmo ano foi lançada a nova logotipo da empresa que passou a ter ao lado do nome, um símbolo estilizado de uma panela de transporte de ferro gusa. As empresas adquiridas pela companhia, como Cosipa e Zamprogna, passaram a funcionar sob nome Usiminas.

### Explosão do gasômetro
No dia 10 de agosto de 2018, por volta de 12h40min, ocorreu uma explosão de um tanque de gás LDG (Linz Donawitz Gas) na área da Aciaria dentro da usina de Ipatinga e provocou um tremor de 1,8 ponto na Escala Richter sentido em vários bairros da cidade. Por precaução, o complexo industrial foi completamente evacuado, bem como escolas e edifícios públicos vizinhos. Houve uma suspeita de vazamento de gás supostamente tóxico descartada pelo Corpo de Bombeiros.

### Nova sede
No final de 2020, a Usiminas anunciou a venda da sede administrativa, localizada na Região da Pampulha, em Belo Horizonte. O edifício em vidro e concreto, projetado pelo arquiteto Raphael Hardy Filho e adornado com jardim do paisagista Burle Marx, foi negociado pelo valor de R$ 130 milhões para dar lugar a um hospital da Fundação São Francisco Xavier, braço social da própria empresa. Em março de 2021, a Usiminas anunciou a nova sede em Belo Horizonte: o Amadeus Business Tower, edifício localizado na Avenida do Contorno, região da Savassi.

## Composição acionária

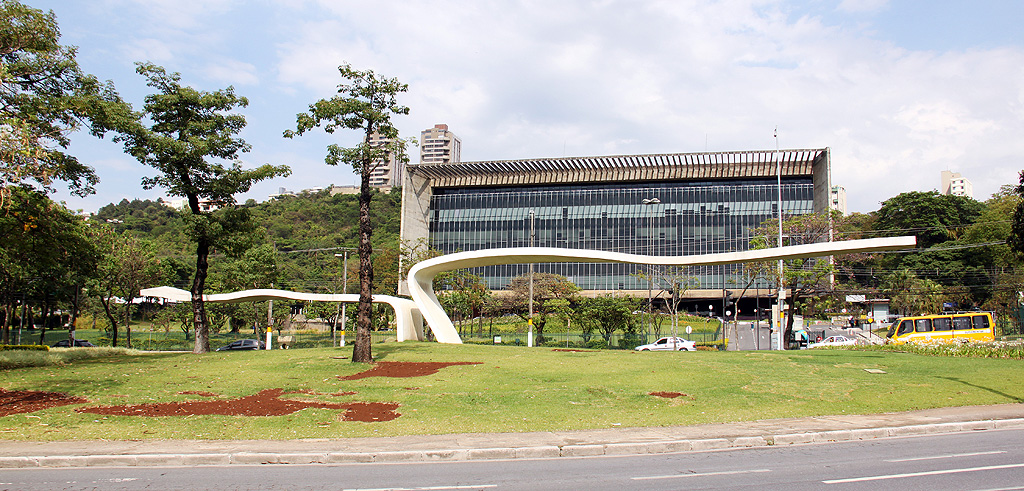
Praça Pedro Melo, na Pampulha, com a escultura da artista Tomie Ohtake (2004) e a antiga sede da Usiminas (1980) em segundo plano.

O Sistema Usiminas possui participações em diversas empresas tanto em empresas controladas quanto coligadas em setores estratégicos, como:
- Logística: (Usifast, MRS Logística, Rios Unidos Transportes e os terminais portuários de Praia Mole-ES e Cubatão-SP);
- Estamparia e bens de capital: (Usiminas Mecânica e Usiparts);
- Distribuição e serviços: Fasal, Rio Negro, Dufer, Usial, Usiroll e Unigal;
- Mineração: JMendes, Somisa, Global/Camargos e Pau de Vinho.

Em maio de 2005 a Usiminas - líder do Sistema Usiminas concluiu a operação de fechamento de capital da Cosipa, que passou a ser sua subsidiária integral. Dessa forma ambas as empresas dividem uma única diretoria, aumentando o processo de integração, chegando a uma capacidade de produção estimada em cerca de 9,5 milhões de toneladas de aço/ano.
Em novembro de 2011, a Usiminas anunciou sua participação, em conjunto com o grupo Techint, em uma holding denominada Ternium, destinada a controlar as empresas Siderar (Argentina), Sidor (Venezuela) e Hylsamex (México). A nova empresa dispõe de capacidade instalada de 12 milhões de toneladas/ano e receitas de US$ 5 bilhões. Na operação, a siderúrgica mineira participa com suas ações na Siderar (5,3%) e na Sidor (16,6%, através do Consórcio Amazônia), além de um aporte adicional de US$ 100 milhões, representando uma participação inicial de cerca de 16% do capital total da Ternium.
Os principais acionistas do grupo são a Nippon Usiminas (29,45%), Ternium/Tenaris (27,66%), Previdência Usiminas (6,75%), que compõem o grupo de controle e 36,14% em ações free float.

## Empresas do Grupo Usiminas

### Mineração Usiminas
Operações de mineração e transporte ferroviário, criada em 2010 através de uma joint venture com o grupo japonês Sumitomo Corporation. Tem participação de 20% no capital da MRS. Localizada no município de Itatiauçu (MG), na Serra Azul.

### Soluções Usiminas
Distribuição e transformação de aço, criada em 2009 com a fusão das companhias Fasal, Rio Negro, Dufer, Zamprogna e Usicort. Possui onze unidades industriais no Brasil.

### Usiminas Mecânica
Montagem industrial e bens de capital, investindo na indústria de gás e energia, habitação popular e infraestrutura.

### Unigal Usiminas
Processamento de aço galvanizado por imersão a quente. Criada em 1999 através de uma joint venture entre a Usiminas e a Nippon Steel.